# Samuel Canan
Samuel Canan, né le 7 juin 1898 à Altoona en Pennsylvanie et mort en mars 1964 au même endroit, est un homme politique américain. Il est gouverneur des Samoa américaines du 3 au 10 septembre 1945.